# دودمان پهلوی
دودمان پهلوی آخرین دودمان پادشاهی ایران است که پس از برچینش دودمان قاجار، از ۱۳۰۴ تا ۱۳۵۷ در ایران پادشاهی کردند و ایران پهلوی را شکل دادند. پایان کار این دودمان مصادف با انقلاب ۱۳۵۷ بود که پس از آن جمهوری اسلامی روی کار آمد.
پایه‌گذار این سلسله رضاشاه بود که با تبعید از کشور پس از اشغال ایران در جنگ جهانی دوم، پسرش محمدرضا پهلوی به پادشاهی رسید. این دو، تنها پادشاهان این سلسله بودند که در مجموع، ۵۳‌سال بر ایران حکومت کردند.

## تاریخچه
رضاخان میرپنج با کودتای سوم اسفند ۱۲۹۹ به‌قدرت رسید و وزیر جنگ سیدضیاء نخست‌وزیر شد. پس از سه‌ماه، سیدضیاء از نخست‌وزیری برکنار شد و قوام به جای او نخست‌وزیر شد و رضاخان وزیر جنگ باقی‌ماند. بعدها وی به مقام رئیس‌الوزرایی رسید. رضا پهلوی، شاه ایران از ۱۳۰۴ تا ۱۳۲۰ و بنیان‌گذار سلسلهٔ پهلوی بود.

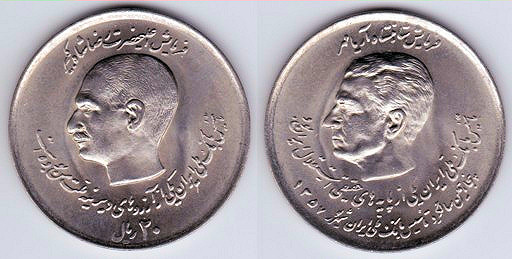
سکه ضرب شده ۱۹۷۸ - روی و پشت سکه نقوش رضاشاه و محمدرضا شاه پهلوی - ۲۰ ریال - با نقل قول هر دو شاه دربارهٔ بانک ملی بر روی سکه‌ها

محمدرضا پهلوی از ۲۵ شهریور ۱۳۲۰ تا ۲۲ بهمن ۱۳۵۷ شاه ایران بود. محمدرضا شاه با رویداد انقلاب اسلامی ایران، برکنار شد و واپسین شاه نظام پادشاهی در ایران به‌شمار می‌آید.
محمدرضا پهلوی تا اواخر دهه ۱۹۷۰، با تکیه بر افزایش درآمدهای نفتی، برنامه‌هایی را برای مدرن کردن بر اساس «انقلاب سفید» آغاز کرد. عمده برنامه‌ها برای ایجاد زیرساخت‌های ایران انجام شد، طبقه متوسط جدید شروع به شکوفایی کرد و در کمتر از دو دهه ایران به قدرت اقتصادی و نظامی خاورمیانه تبدیل شد.

### سقوط سلسله
در سال‌های پایانی دهه ۱۳۴۰ و سال‌های ابتدایی دهه ۱۳۵۰، قدرت نظام پادشاهی مشروطه ایران به اوج خود رسید. با ایجاد سازمان اطلاعات و امنیت کشور (ساواک)، کنترل مخالفان سیاسی در ایران گسترش یافت. این فشارها، گروه‌های مختلف و منتقد، از گروه‌های ملی و مذهبی تا گروه‌های چپی، مارکسیستی و کمونیستی که بعضاً از خارج حمایت می‌شدند را شامل می‌شد. همچنین افزایش درآمد ایران حاصل از گسترش فروش نفت و صنایع نفتی نیز به شاه ایران فرصت داده‌بود طرح‌های فرهنگی مانند جشن‌های ۲۵۰۰‌ساله را اجرا کند که موجب انتقاد گروه‌های سیاسی می‌شد. گرچه شاه هدفش از اجرای این جشن‌ها را شناساندن چهره‌ای مثبت از ایران و جذب سرمایه‌های خارجی عنوان می‌کرد اما این مسئله نمی‌توانست جلوی انتقادات را بگیرد. هم‌زمان با این اتفاقات، شاه دو حزب سیاسی درون حکومت، یعنی حزب مِلّیون و حزب مردم را منحل اعلام کرد و یک حزب رسمی به نام حزب رستاخیز ایجاد کرد. پس از شدت گرفتن اعتراضات مردمی در کشور، شاه و همسرش ایران را در ۲۶ دی‌ماه ۱۳۵۷ ترک کردند.
محمدرضا پهلوی پس از ترک کشور به دنبال درمان پزشکی در مصر، مکزیک، ایالات متحده و پاناما بود و سرانجام در ۵ مرداد ۱۳۵۹، زمانی که با خانواده‌اش به عنوان مهمان انور سادات در مصر بود، در قاهره درگذشت.

## تبارنامه دودمان پهلوی

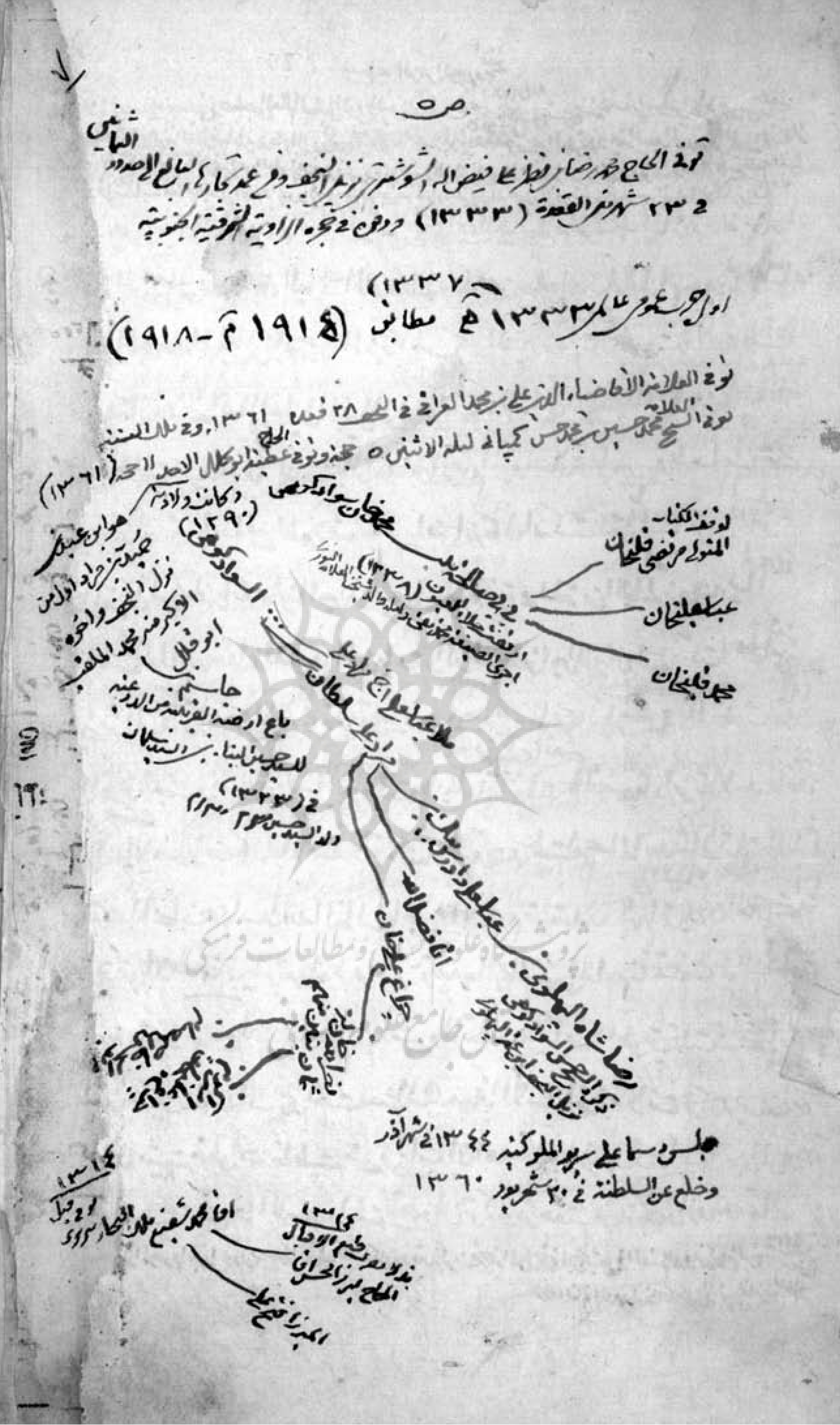
شجره‌نامه رضاشاه از کتابچه خطی منسوب به شیخ آقابزرگ تهرانی که در سال ۱۳۸۸ توسط مجلس شورای اسلامی شناسایی و منتشر شد.

مجله «پیام بهارستان» متعلق به مرکز اسناد مجلس شورای اسلامی، سندی به‌دست آمده از کتابی متعلق به شیخ آقابزرگ تهرانی را در سال ۱۳۸۸ انتشار داد که تبارنامه رضا شاه را بیان می‌کرد. این سند توسط فهرست‌نگار مجلس شورای اسلامی  سید محمد منصور طباطبایی اولین بار به‌دست آمد. شیخ آقابزرگ تهرانی صاحب دانشنامه الذریعه و از بزرگ‌ترین کتابشناسان ایران بوده است. در این شجره نامه که به زبان عربی نگاشته شده، نویسنده، پدر ملاعباسعلی و مرادعلی سلطان را که پدر بزرگ رضاشاه است با عبارت «... السوادکوهی» نام می‌برد. پس از «... السوادکوهی» که نام کوچک آن ذکر نشده است به دو فرزندش اشاره شد. ملاعباس علی که محمدحسن اعتمادالسلطنه از او با عنوان «آخوند ملا عباسعلی سوادکوهی آلاشتی» نام می‌برد و از علمای عهد آقا محمد خان بود که در اوایل عصر فتحعلی شاه فوت کرد و مرادعلی سلطان که از سرکردگان نظامی بود در جنگ هرات کشته شد. از فرزندان او چراغعلی خان است که در کتابچه جمع و خرج مازندران در سال ۱۳۱۶ قمری (۱۲۷۷ خورشیدی) با عنوان «چراغعلی خان سوادکوهی» آمده است و دیگری پدر رضاشاه عباسعلی داداش‌بیگ است. از دیگر افراد سرشناس این شجره نامه امیر اکرم است که در دوران مشروطیت به سالار حشمت ملقب بود و پس از کودتای ۳ حوت ۱۲۹۹ به امیر اکرم ملقب شد و چون نوه عموی رضاخان سردار سپه بود، حکمران مازندران شد. در دوران سلطنت رضاشاه مدتی پیشکار ولیعهد بود و در سال ۱۳۰۹ خورشیدی فوت کرد. سالار حشمت و برادرش ابوالحسن خان صمصام در دوران مظفری و عصر مشروطه از سران فوج سوادکوه بودند.
مراد علی خان سلطانعباسعلی داداش‌بیگ (پدر رضاخان) فرزند مرادعلی خان سلطان از بزرگان منطقه سوادکوه مازندران بود و در روستای آلاشت در یک خانواده پرجمعیت متولد شد. مرادعلی خان که جد رضاخان است صاحب منصب فوج سوادکوه بود و در سال ۱۲۷۲ هجری قمری (۱۲۳۵ خورشیدی) در جنگ هرات که با انگلیسی‌ها می‌جنگند، کشته می‌شود. سه پسر و شش دختر از او باقی ماند. چراغعلی خان، فضل‌الله‌خان، عباسعلی خان یاور نام پسرهای اوست.
پدربزرگ رضا شاه، مراد علی خان سلطان نام داشته که در جنگ هرات (افغانستان) حضور داشته و بنا به نوشتار کتاب «آلاشت، زادگاه اعلیحضرت رضاشاه کبیر» در آن جنگ از خودش رشادت و شجاعت به خرج داده است.
بنا به کتاب «آلاشت، زادگاه اعلیحضرت رضاشاه کبیر» از انتشارات وزارت فرهنگ و هنر پهلوی دوم نوشته هوشنگ پورکریم و ساده‌نویسی زیر نظر شورای نویسندگان مرکز انتشارات آموزشی که به مناسبت جشن فرهنگ و هنر در آبان ماه ۱۳۴۸ در تهران به چاپ رسید، اجداد رضا شاه قبل از مراد علی خان سلطان عبارتند از:
1. حاجی محمد حسن خان سلطان فرزند سلیمان خان پهلوان
2. سلیمان خان پهلوان فرزند جهانبخش خان پهلوان
3. جهانبخش خان پهلوان فرزند خسرو خان
4. خسرو خان فرزند رمضان خان پهلوان

در صفحه ۲۶ از کتاب «آلاشت، زادگاه اعلیحضرت رضاشاه کبیر» دربارهٔ علت پسوند «پهلوان» در نام پدران رضاشاه پهلوی، با ارائه تصویری از کشتی محلی مازندران توضیح اینچنین آورده شده است: «در قدیم کسانی را پهلوان می‌نامیدند که شجاعت و رشادت داشتند و در کشتی پیروز می‌شدند. کسانی که هر سال در مراسم کشتی‌گیری پیروز می‌شدند، لقب پهلوان می‌گرفتند. مازندرانی‌ها و از جمله مردم دهکده‌های سوادکوه هر سال و در یک روز معین در جایی جمع می‌شدند و با بر پا کردن مراسم کشتی گرفتن، پهلوان خود را انتخاب می‌کردند. هنوز هم در سوادکوه چنین مراسمی برگزار می‌شود».
عباسعلی خان
پدر رضا شاه یاور عباسعلی خان نام داشته و به همراه برادر بزرگترش رئیس فوج سوادکوه بود. مرگ عباسعلی خان در تهران اتفاق افتاد و در آن زمان رضاشاه نوزادی چهل روزه بود.
رضاشاه پهلوی
رضاشاه در سفرنامه مازندران اصالت خانوادگی خود را سوادکوه مازندران معرفی می‌کند. دو دستنویس منسوب به رضاشاه بر جای مانده که به سفرنامه مازندران و سفرنامه خوزستان موسوم است. سفرنامه مازندران در سال ۱۳۵۵ توسط مرکز پژوهش و نشر فرهنگ سیاسی پهلوی در تهران به چاپ رسیده است. رضاشاه پهلوی در سفرنامه مازندران، اصالت پدری و نیاکانی خود را به مازندران و سوادکوه رسانده و از آنجا با عنوان‌های «مسقط الراس» و «خانه» و «وطن خود» و مرقد اسلاف و اجداد و نیاکانش یاد کرده است. اهمیت این منبع در آن است که چاپ اولش در سال ۱۳۰۵ توسط خود رضاشاه و چاپ دومش در دوران پهلوی دوم و با تأیید دربار و توسط یکی از مراکز درباری به چاپ رسیده و از این حیث منبع موثق می‌باشد.
رضا پهلوی هفتمین پسر عباسعلی بیگ، یاور (سرگرد) در فوج سوادکوه، بود که از همسر چهارم او به نام «نوش آفرین» در ۲۴ اسفند ۱۲۵۶ (خورشیدی) در آلاشت از توابع سوادکوه مازندران به دنیا آمد. پدرش چند روزی پس از به دنیا آمدن او درگذشت و مادرش با فرزند بیمار خود رضا راهی تهران شد. محمد رضا پهلوی در کتاب مأموریت برای وطنم اینچنین آورده است: «پدرم در سال ۱۲۵۶ در استان مازندران که نزدیک بحر خزر است، پا به عرصه وجود گذاشت. او برخلاف پادشاهان قاجار که چنان‌که گفتم از نژاد ترک بودند، از خانواده‌ای اصیل ایرانی بود و پدر و جدش در ارتش ایران با سمت افسری خدمت کرده بودند. جد او در یکی از جنگ‌های ایران و افغانستان از خود شجاعت و رشادت مخصوصی نشان داده و پدرش فرماندهی هنگی را که در استان مازندران ساخلو داشت، عهده‌دار بود .»
او در سن ۱۴ سالگی توسط صمصام (از ابواب جمعی علی‌اصغرخان امین‌السلطان صدراعظم)، یکی از بستگان خود وارد فوج سوادکوه و تابین (سرباز) شد. از خود وی نقل شده است که به هنگام ورود آن قدر خردسال بوده است که دیگران وی را سوار اسب می‌کرده‌اند.
سال ۱۲۷۵ خورشیدی پس از کشته شدن ناصرالدین‌شاه قاجار، فوج سوادکوه برای نگاهبانی از سفارتخانه و مراکز دولتی به تهران فراخوانده شد. وی در دوران خدمت در قزاقخانه مدتی نگهبان سفارت آلمان در تهران بود. امضای تغییر شیفت روزانه وی هنوز در این محل نگهداری می‌شود. سپس به سرگروهبانی محافظان بانک استقراضی روسیه در مشهد و پس از چندی به وکیل‌باشی (گروهبان تا استوار) گروهان شصت تیر منصوب شد. در این دوره رضاخان به دلیل استفاده از یکی از معدود مسلسل‌های ماکسیم آن زمان، به «رضا ماکسیم» معروف شد. در سال ۱۲۸۸ خورشیدی، همراه با سواران بختیاری و ارامنه برای خواباندن شورش‌ها و قیام‌های محلی به زنجان و اردبیل اعزام شد و در جنگ با قوای ارشدالدوله از خود رشادت نشان داد. سپس با درجه یاوری (ستوانی) به فرماندهی دسته تیرانداز و در سال ۱۲۹۷ خورشیدی به فرماندهی آتریاد (تیپ) همدان منصوب شد.
او در این سمت علیه فرمانده بریگاد یعنی سرهنگ کلرژه کودتایی را به فرماندهی استاروسلسکی، معاون وی با موفقیت اجرا نمود. اجرای این کودتا با هماهنگی احمدشاه توسط رضاخان به کودتای اول رضاخان نیز معروف است. در اثر این کودتا، کلرژه به روسیه بازگشت و استاروسلسکی فرمانده بریگاد قزاق در ایران شد. او مدت‌ها بعد با مریم سوادکوهی دختر عموی خود ازدواج کرد و صاحب دختری به نام فاطمه (همدم‌السلطنه) شد.
همسرش چندی بعد درگذشت و او در سال ۱۲۹۵ با تاج‌الملوک آیرملو دختر یاور آیرملو ازدواج کرد که برای او چهار فرزند به نام‌های شمس پهلوی، محمدرضا پهلوی، اشرف پهلوی و علیرضا پهلوی به دنیا آورد. رضا از آن پس مدارج ترقی را با نشان دادن شجاعت و لیاقت نظامی خود طی کرد و به دریافت عنوان خانی، درجه افسری نایل آمد و به درجهٔ میرپنج در بریگاد قزاق رسید.
در پی گفتگوها و هماهنگی‌های انجام شده میان سید ضیاءالدین طباطبائی (مدیر روزنامه رعد) و رضاخان از یک سو و ژنرال آیرونساید با رضاخان از سوی دیگر، در روز سوم اسفند سال ۱۲۹۹، کودتایی نظامی ترتیب داده شد که پس از این کودتا او به تدریج به وزارت جنگ و ریاست‌الوزرایی و در نهایت پادشاهی رسید. با تشکیل مجلس مؤسسان در آبان ۱۳۰۴ سلطنت رضاشاه پهلوی رسمیت یافت. در این هنگام رضاشاه همسر دیگری به نام توران امیرسلیمانی اختیار کرد و از او صاحب یک فرزند به نام غلامرضا پهلوی شد. او پس از جدایی از ملکه توران، همسر دیگری به نام عصمت دولتشاهی اختیار کرد که چند فرزند برای او به دنیا آورد: عبدالرضا -احمدرضا - محمودرضا - فاطمه و حمیدرضا.
رضاشاه ۱۶ سال سلطنت کرد و عاقبت پس از اشغال کشور توسط قوای بیگانه در ۳ شهریور ۱۳۲۰ ناچار به کناره‌گیری از سلطنت و ترک کشور شد و در سال ۱۳۲۳ در ژوهانسبورگ در آفریقای جنوبی درگذشت.

## عنوان‌های مورد استفاده
- شاه: نام شاه، به دنبال آن شاهنشاه ایران، با پسوند «آریامهر» ( فقط در مورد محمدرضا شاه
- شهبانو: شهبانو، پس از آن نام کوچک، با پسوند «پهلوی» -( فقط در مورد فرح پهلوی )
- پسر بزرگتر: شاهزاده، پس از آن نام کوچک، با پسوند «پهلوی»
- پسران جوان: شاهپور، به همراه نام و نام خانوادگی «پهلوی»
- دختران: شاهدخت، به همراه نام و نام خانوادگی «پهلوی»

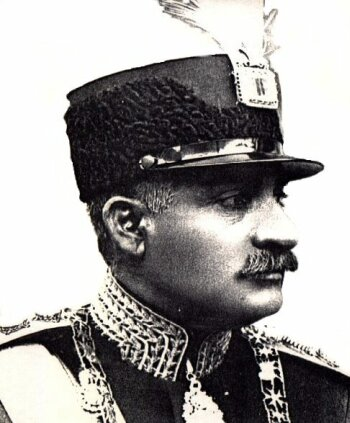
نگارهٔ رسمی رضاشاه پهلوی در هنگام رسیدن به پادشاهی

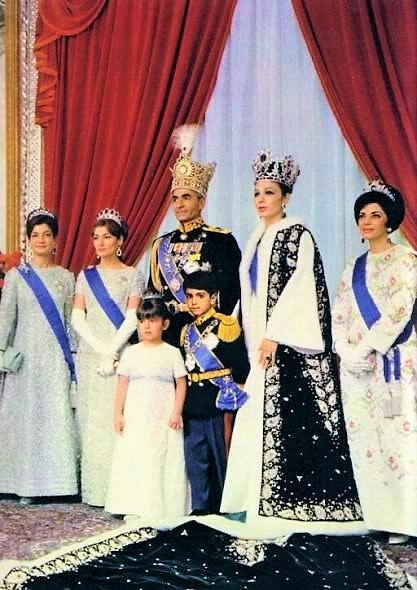
نگارهٔ رسمی محمدرضا پهلوی در روز تاجگذاری

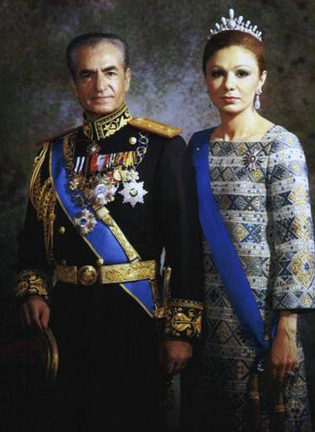
محمدرضا شاه و همسرش ایران را در ۲۶ دی ماه ۱۳۵۷ (۱۶ ژانویه ۱۹۷۹) ترک کردند.

## شاهان پهلوی
| نام       | نام              | پرتره                 | نام پدر          | طول عمر     | شروع سلطنت     | پایان سلطنت    |
| شاه ایران | شاه ایران        | شاه ایران             | شاه ایران        | شاه ایران   | شاه ایران      | شاه ایران      |
| --------- | ---------------- | --------------------- | ---------------- | ----------- | -------------- | -------------- |
| ۱         | رضاشاه           | Reza Pahlavi I        | عباسعلی داداش‌بیگ | ۱۲۵۶ – ۱۳۲۳ | ۲۴ آذر ۱۳۰۴    | ۲۵ شهریور ۱۳۲۰ |
| ۲         | محمدرضاشاه پهلوی | Mohammad Reza Pahlavi | رضاشاه           | ۱۲۹۸ –۱۳۵۹  | ۲۵ شهریور ۱۳۲۰ | ۲۲ بهمن ۱۳۵۷   |

## وارثان

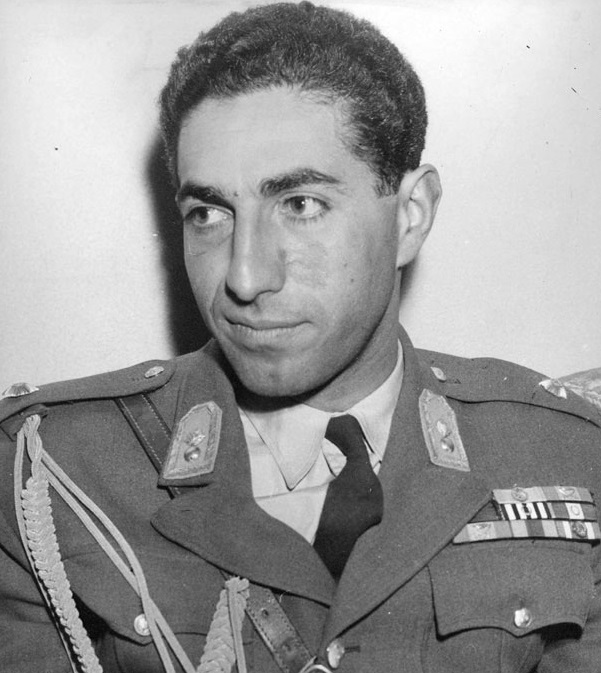
علیرضا پهلوی (یکم)، وارث فرضی تا زمان مرگش در ۲۵ مهر ۱۳۳۳

قانون اساسی مشروطه مشخصاً ذکر می‌کرد که تنها یک مرد که اصل و نسب قاجار نداشته باشد می‌تواند وارث بلافصل شود. به این خاطر هیچ‌یک از برادران ناتنی محمدرضا پهلوی واجد شرایط وراثت تخت سلطنت نبودند. علیرضا پهلوی تا زمان مرگش در سال ۱۳۳۳ تنها وارث مقدر شاه بود.
قانون اساسی همچنین ایرانی‌تبار بودن را برای شاه الزامی می‌کرد، که به معنای ایرانی بودن پدر و مادر او بود.

### صف جانشینی در فوریه ۱۳۵۷
- رضاشاه (۱۲۵۶–۱۳۲۳)
  -  محمدرضا پهلوی (۱۲۹۸–۱۳۵۹)
    - (۱) رضا پهلوی (۱۳۳۹)
    -  (2) علیرضا پهلوی (دوم) (۱۳۴۵)

  -  علیرضا پهلوی (یکم) (۱۳۰۱–۱۳۳۳)
    -  (3) علی پاتریک پهلوی (۱۳۲۶)
      -  (3) داوود پهلوی (۱۳۵۱)
      -  (4) هود پهلوی (۱۳۵۲)
      -  (6) محمد پهلوی (۱۳۵۵)

### صف جانشینی کنونی
بنا به قانون مشروطه ولايتعهد با پسر بزرگتر پادشاه كه مادرش ايراني‌الاصل باشد خواهد بود. و همچنین ولیعهد نمی تواند مادرش از خانواده قاجار باشد.  از میان مدعیان فعلی سلطنت در خانواده پهلوی تنها رضا پهلوی آخرین ولیعهد ایران در دوران پهلوی دارای این مشخصات است . سایر مدعیان از فرزندان علیرضا پهلوی (یکم) و شاخه های موجود مانند علی پاتریک پهلوی از مادری غیر ایرانی به دنیا آمده اند. 
- رضاشاه (۱۲۵۶–۱۳۲۳)
  -  محمدرضا پهلوی (۱۲۹۸–۱۳۵۹)
    - (۱) رضا پهلوی (۱۳۳۹)
    -  علیرضا پهلوی (دوم) (۱۳۴۵–۱۳۹۰)

  -  علیرضا پهلوی (یکم) (۱۳۰۱–۱۳۳۳)
    -  (2) علی پاتریک پهلوی (۱۳۲۶)
      -  (3) داوود پهلوی (۱۳۵۱)
      -  (4) هود پهلوی (۱۳۵۲)
        -  (5) رافائل پهلوی (۱۳۸۵)

      -  (6) محمد پهلوی (۱۳۵۵)

### فهرست ولی‌عهدها
| نام                                                   | نام           | پرتره              | نسبت با پادشاه | تاریخ وارث شدن                                    | تاریخ اتمام وارث بودن؛ علت                                       |
| ----------------------------------------------------- | ------------- | ------------------ | -------------- | ------------------------------------------------- | ---------------------------------------------------------------- |
| این منصب از ۱۵ دسامبر ۱۹۲۵ تا ۲۴ آوریل ۱۹۲۶ خالی بود  |               |                    |                |                                                   |                                                                  |
| ۱                                                     | محمدرضا پهلوی | Mohammad Reza Shah | پسر بزرگ       | ۲۵ آوریل ۱۹۲۶                                     | ۱۶ سپتامبر ۱۹۴۱ (شاه شد)                                         |
| این منصب از ۱۶ سپتامبر ۱۹۴۱ تا ۲۶ اکتبر ۱۹۶۷ خالی بود |               |                    |                |                                                   |                                                                  |
| ۲                                                     | رضا پهلوی     |                    | پسر بزرگ       | ۱ نوامبر ۱۹۶۰ (اعلان شد) ۲۶ اکتبر ۱۹۶۷ (تعیین شد) | ۱۱ فوریهٔ ۱۹۷۹ (انقلاب ۵۷ و خاتمهٔ پادشاهی محمدرضا پهلوی در ایران) |